# Henrik Hansen
Christian Henrik Hansen (ur. 26 maja 1920 w Melby, zm. 23 sierpnia 2010 w New London) – duński zapaśnik walczący w stylu klasycznym. Brązowy medalista olimpijski z Londynu 1948, w kategorii do 73 kg.
Piąty na mistrzostwach Europy w 1949 roku.
Mistrz Danii w: 1943, 1948, 1949; drugi w 1946; trzeci w 1954 roku.

## Letnie Igrzyska Olimpijskie 1948
| Konkurencja          | Rundy eliminacyjne  | Rundy eliminacyjne      | Rundy eliminacyjne | Rundy eliminacyjne    | Rundy eliminacyjne      | Klas. końcowa |
| Konkurencja          | Przeciwnik I        | Przeciwnik II           | Przeciwnik III     | Przeciwnik IV         | Przeciwnik V            | Miejsce       |
| -------------------- | ------------------- | ----------------------- | ------------------ | --------------------- | ----------------------- | ------------- |
| 73 kg styl klasyczny | Kemal Munir (EGY) Z | Gösta Andersson (SWE) P | Bjørn Cook (NOR) Z | Josef Schmidt (AUT) Z | Miklós Szilvásy (HUN) P | 3.            |